# Setaphis walteri
Setaphis walteri es una especie de arañas araneomorfas de la familia Gnaphosidae.

## Distribución geográfica
Es endémica de las Canarias orientales (España).